# Käthe Mitzlaff-Pahlke
Käthe Mitzlaff-Pahlke, geb. Mitzlaff (* 24. November 1906 in Danzig; † 7. August 1970 in Kitzeberg bei Kiel) war eine deutsche Malerin.

## Leben

### Familie
Käthe Mitzlaff-Pahlke war die Tochter von Paul Mitzlaff, Oberbürgermeister in Bromberg und dessen Ehefrau (geb. Kunau).
1938 heiratete sie Georg Pahlke, Verwaltungsjurist am Berliner Reichswirtschaftsministerium und nach dem Ende des Zweiten Weltkriegs Landrat im Kreis Steinburg. Mit ihren zwei Kindern floh sie zum Ende des Zweiten Weltkriegs über Danzig, Pasewalk, Preetz nach Itzehoe; dort lebte sie bis 1955.

### Werdegang
Nachdem Käthe Mitzlaff-Pahlke ihre Werklehrerprüfung an der Berliner Kunstschule abgelegt hatte, begann sie 1928 ein Studium an der Königsberger Kunstakademie.
Studienreisen führten sie 1931 auf die Kurische Nehrung und später nach Paris, Sylt, Ahrenshoop, Dänemark, Norwegen und Griechenland.
Ein Querschnitt ihres Œuvre, unter anderem Mädchen mit Blumenstrauß (1930), befindet sich im Nissenhaus in Husum.

## Mitgliedschaften
- Käthe Mitzlaff-Pahlke war seit 1951 Mitglied im 1945 gegründeten Künstlerbund Steinburg[1] und nahm an den dortigen Ausstellungen teil.